# Kir Bulicsov
Kir Bulicsov (Moszkva, 1934. október 18. – Moszkva, 2003. szeptember 5.) orosz sci-fi-szerző. Valódi neve Igor Vszevolodovics Mozsejko volt.

## Élete
1957-ben diplomázott Moszkvában. Idegen nyelveket és orientalisztikát tanult. Dolgozott fordítóként, burmai tudósítóként, keletkutatóként és forgatókönyvíróként is. 1963-tól a Keletkutató Intézetben dolgozott.

## Munkássága
1965-től kezdett sci-fi műveket írni – ekkor vette fel a „Kir Bulicsov” írói álnevet – a novellái ekkor jelentek meg folyóiratokban, antológiákban és önálló, gyűjteményes kötetekben. Két sikeres novellaciklust írt: Csodák Guszlárban, A kislány, akivel semmi sem történik. Több ifjúsági és kalandregény szerzője. Bandula tábornok kardja címmel történelmi regényt írt Burmáról. Számos ismert orosz népmesét átírt sci-fi műfajba, amik igen sikeresek voltak. Írt színdarabot és filmforgatókönyvet is. Regényeit, novelláit számos nyelvre lefordították. Magyarországon is megjelent néhány elbeszélése az Univerzum és a Galaktika magazinokban.

## Magyarul megjelent művei

### Regények
- Az utolsó háború (ford. Sárközy Gyula; Kossuth Kiadó, Budapest, 1975) ISBN 963090232x, ISBN 9630910861
- Kettészakított élet (Móra Ferenc Könyvkiadó, Kozmosz Fantasztikus Könyvek, Budapest, 1983) ISBN 9632115430
- Egy kislány a Földről (ford. Földeák Iván; Móra Ferenc Könyvkiadó, Budapest, 1990) ISBN 963116635x
- Túlélők (ford. Egri Zsuzsanna; Metropolis Media, Galaktika Fantasztikus Könyvek, 2018) ISBN 978-615-5628-79-5
- A kozmosz vándorai (ford. Egri Zsuzsanna); Metropolis Media, Galaktika Fantasztikus Könyvek, 2018) ISBN 978-615-5859-36-6
- Projekt 18; ford. Egri Zsuzsanna; Metropolis Media, Bp., 2019 (GFK)

### Novellák
- A választás (Galaktika 11. szám, 1974, 45-53. oldal) és Metagalaktika 1. szám, 1978, (222-228. oldal)[1]
- Makszim Udalov álmai (Univerzum 262. szám, 1979/1. – 48-54. oldal)
- Fogságba esett értelem (Univerzum 269-270. szám, 1979/8-9. – 50-60. és 39-45. oldal)
- Párbeszéd az Atlantiszról (Galaktika 80. szám – 1987/5. – 93-95. oldal)
- Űrdeszant (Galaktika 85. szám – 1987/10. – 28-33. oldal)[2]
- Ljonyecska-Leonardo (Galaktika 101. szám – 1989/2. – 73-76. oldal)
- A boszorkányok bolygója (Galaktika 105. szám – 1989/6. – 2-25. oldal és 106. szám – 1989/7. – 7-31. oldal)
- Így kezdődnek az árvizek (Galaktika 210. szám – 2007/9. – 24-29. oldal)
- A répa (Galaktika 228. szám – 2009/3. – 82-85. oldal)
- Az üres ház (Galaktika 231. szám – 2009/6. – 70-77. oldal)

## Kitüntetései
- 1982: Szovjet Állami Díj
- 1984: Eurocon-díj
- 1997: Aelita-díj